# Desa Sukawening (administrativ by i Indonesien, lat -7,07, long 107,47)
Desa Sukawening är en administrativ by i Indonesien.   Den ligger i provinsen Jawa Barat, i den västra delen av landet, 120 km sydost om huvudstaden Jakarta.